# Liste von Persönlichkeiten der Stadt Buchen (Odenwald)
Diese Liste von Persönlichkeiten der Stadt Buchen zeigt die Bürgermeister, Ehrenbürger, Söhne und Töchter der Stadt Buchen und deren Stadtteile (Bödigheim, Buchen-Stadt, Eberstadt, Einbach, Götzingen, Hainstadt, Hettigenbeuern, Hettingen, Hollerbach, Oberneudorf, Rinschheim, Stürzenhardt, Unterneudorf und Waldhausen), sowie weitere Persönlichkeiten, die mit Buchen verbunden sind. Die Liste erhebt keinen Anspruch auf Vollständigkeit.

## Bürgermeister
Folgende Personen waren Bürgermeister von Buchen:
- 1945–1946: Franz Xaver Schmerbeck
- 1975–1999: Josef Frank (CDU)
- 1999–2005: Achim Brötel (CDU)
- seit 2006: Roland Burger (CDU)

## Ehrenbürger
Folgenden Personen, die sich in besonderer Weise um das Wohl oder das Ansehen der Kommune verdient gemacht haben, verlieh die Stadt Buchen das Ehrenbürgerrecht:
- Marshall Prentice, Offizier des Military Government Liaison and Security Office Landkreis Buchen 1948–1949[1]

- Josef Frank, Bürgermeister 1975–1999
- Friedrich Brünner, Politiker (CDU), baden-württembergischer Landwirtschaftsminister 1968–1976

## Söhne und Töchter der Stadt
Folgende Personen wurden in Buchen (bzw. in einem Stadtteil des heutigen Stadtgebiets von Buchen) geboren:

### 13. bis 18. Jahrhundert
- Der von Buchein (13. Jh.), Minnesänger (überliefert im Codex Manesse)
- Konrad Wimpina (1460–1531), römisch-katholischer Theologe
- Oswald Leber (um 1485–1530), Pfarrer, Vertreter der radikal-reformatorischen Täuferbewegung und christlicher Kabbalist
- Bonifacius Wolfhart (ca. 1490–1543), Theologe und Reformator
- Christoph Corner (1518–1594), Universitätsprofessor und Generalsuperintendent der Mark Brandenburg
- Christoph Haan (1608–1675), Abt des Klosters Schöntal
- Gottfried Bessel (1672–1749), Abt und Gelehrter
- Ludwig Rüdt von Collenberg-Bödigheim (1799–1885), Politiker, Präsident des badischen Staatsministeriums
- Marianne Kraus (1765–1838), Malerin und Hofdame, Schwester von Joseph Martin Kraus

### 19. Jahrhundert
- Franz Burghardt (1803–1890), Arzt
- Wilhelm Bulster (1803–1875), Oberamtmann und Oberamtsrichter
- Karl Rüdt von Collenberg-Bödigheim (1813–1891), geboren in Bödigheim, badischer Jurist und Politiker
- Johann Adam Bauer (1820–1899), Archivar
- Gustav Herth (1820–1884), nationalliberaler Politiker
- Johann Schmitt (1825–1898), geboren in Hainstadt, deutsch-amerikanischer Kirchenmaler im Stil der Nazarener
- Wilhelm Emelé (1830–1905), Schlachtenmaler
- Albrecht Rüdt von Collenberg-Bödigheim (1845–1909), geboren in Bödigheim, badischer Richter und Politiker
- Edmund Lang (1847–1914), Oberamtmann, Geheimer Oberregierungsrat
- Emil Christian Dorner (1848–1922), Jurist, Mitglied der Badischen Ständeversammlung
- Josef Eschelbacher (1848–1916), in Hainstadt geboren, Rabbiner und Autor
- Emil Schmitt (1858–1947), in Hettingen geboren, Volkskundler, Sprachwissenschaftler und Pädagoge
- Anselm Hemberger (1859–1918), in Hettingen geboren, Lehrer und Mordopfer
- Franz Josef Wittemann (1866–1931), Politiker (Deutsche Zentrumspartei), MdL (Baden), Staatspräsident von Baden
- Jacob Mayer (1866–1939), Mundartdichter
- Pia Bauer (1871–1954), Nestorin der onkologischen Pflege in Deutschland
- Karl Weiß (1876–1956), Fotograf
- Anton Kaufmann (1885–1948), Verwaltungsaktuar, 1945 provisorischer Landrat beim Landratsamt Karlsruhe
- Albert Wolf (1890–1951), Rabbiner in Dresden
- Wilhelm Schnarrenberger (1892–1966), Maler
- Ludwig Schwerin (1897–1983), jüdischer Maler

### 20. Jahrhundert
- Otto Bechtold (1928–2019), geboren in Rinschheim, römisch-katholischer Geistlicher
- Adolf Hemberger (1929–1992), Professor für Methodologie und Wissenschaftstheorien
- Josef Becker (1931–2021), Historiker (Hochschullehrer)
- Hasso Rüdt von Collenberg (1932–1968), Diplomat
- Gerhard Steigerwald (* 1933), katholischer Theologe
- Dietmar Schmeiser (* 1937), Psychoanalytiker
- Peter Bundschuh (1938–2024), Mathematiker
- Werner Ott (* 1940), Umweltbeamter
- Hans-Dieter Schmid (* 1941), geboren in Bödigheim, Historiker (Hochschullehrer)
- Gerhard Schneider (* 1943), Historiker (Hochschullehrer)
- Harald Hurst (1945–2024), Mundartdichter
- Hans-Peter Schwöbel (* 1945), Soziologe, Hochschullehrer und Kabarettist
- Ute Schall (* 1947), Autorin
- Wunibald Müller (* 1950), Schriftsteller und Pastoralpsychologe
- Heinz Fischer-Heidlberger (* 1952), 2004–2016 Präsident des Bayerischen Obersten Rechnungshofs
- Bernhard Kirchgessner (* 1958), römisch-katholischer Priester und geistlicher Schriftsteller
- Uwe Wanke (* 1962), Politiker (AfD)
- Gunter Frank (* 1963), Arzt und Sachbuchautor
- Ulrike Ballweg (* 1965), in Hainstadt geboren, 2005–16 Co-Trainerin der deutschen Fußballnationalmannschaft der Frauen
- Norbert Heuser (* 1965), parteiloser Politiker
- Jens Hofmann (* 1973), Richter am Verfassungsgerichtshof für das Land Baden-Württemberg
- Dagmar Gramlich (* 1974), Fußballspielerin
- Christian Breunig (* 1974), Politikwissenschaftler
- Johannes Neuer (* 1976), Direktor der Deutschen Nationalbibliothek in Leipzig[2]
- Klaus Rogge (* 1979), Ruderer, Vizeweltmeister 2002, Olympiateilnehmer 2004
- Simone Fischer (* 1979), Politikerin
- Boris Bachert (* 1981), Tennisspieler
- Cem Felek (* 1996), Fußballspieler
- Jana Kappes (* 1996), Fußballspielerin
- Benedikt Gimber (* 1997), Fußballspieler
- Simon Lorenz (* 1997), Fußballspieler

## Weitere Persönlichkeiten, die in Buchen wirken oder gewirkt haben
- Joseph Martin Kraus (1756–1792), Komponist
- Josef Baumann (1815–1874), exzentrischer Tierfreund und „König der Barbiere“
- Karl Trunzer (1856–1927), Lehrer und Museumsgründer
- Alexandra Röhl (1899–1976), Malerin, Modistin und Schriftstellerin
- Johannes Vleugels (1899–1978), Komponist, Musikwissenschaftler und Begründer der „Musiksammlung Vleugels“ im Bezirksmuseum.
- Juliana von Stockhausen (1899–1998), Schriftstellerin
- Egon Eiermann (1904–1970), Architekt, Möbeldesigner, Hochschullehrer, in Buchen begraben
- Friedrich Brünner (1910–2004), Politiker (CDU), baden-württembergischer Landwirtschaftsminister 1968–1976
- Otto Göttfert (1917–2006), Maschinenbauer und Unternehmer
- Gertrude Reum (1926–2015), Bildhauerin
- Anselm Kiefer (* 1945), Maler und Bildhauer, wirkte bis Anfang 1992 mehrere Jahre in Buchen
- Achim Brötel (* 1963), Jurist und Politiker (CDU), Landrat des Neckar-Odenwald-Kreises